# Amnisiophis amoena
Amnisiophis amoena — вид змій родини полозових (Colubridae). Ендемік Бразилії. Раніше цей вид відносили до роду Echinanthera, однак за результатами дослідження 2022 року він був переведений до новоствореного монотипового роду Amnisiophis.

## Поширення і екологія
Amnisiophis amoena мешкають на сході Бразилії, в штатах Санта-Катаріна, Парана, Сан-Паулу, Ріо-де-Жанейро, Еспіріту-Санту і Мінас-Жерайс. Вони живуть у вологих атлантичних лісах, зустрічаються на висоті до 950 м над рівнем моря. Ведуть денний, наземний спосіб життя, живляться амфібіями. Відкладають яйця.